# 南静
南 静（みなみ しずか）は、日本のファッションジャーナリスト、服飾評論家。

## 経歴
大阪府生まれ。阪急百貨店で服飾デザイナーとして活躍した後、1960年代のはじめに渡仏し、毎日新聞社パリ支局の初代モード記者を務める。『サンデー毎日』などにファッション記事を執筆した。日本のファッションジャーナリストの草分け。
南家は元和歌山県士族の旧家。

## 著書
- 『パリ・モードの秘密』（1968年、毎日新聞社）
- 『おしゃれのパリ』潮新書46（1969年2月25日、潮出版社）
- 『パリ・モードの200年～18世紀後半から第二次大戦まで～』（1975年5月20日、文化出版局）
- 『パリ・モードの200年②～第二次大戦後から現代まで～』（1990年11月5日、文化出版局）